# Chad Hugo
Charles Hugo, mieux connu sous le nom de Chad Hugo, est un musicien américain né le 24 février 1974 à Portsmouth (Virginie). Avec Pharrell Williams, il forme le duo de producteurs de musique The Neptunes et le groupe de hip-hop N.E.R.D.

## Biographie
Chad Hugo a des origines philippines, et est fils d'un officier retraité de la Navy. Il est né à Portsmouth (Virginie) et a grandi près de Virginia Beach.
Après plusieurs années de production pour des artistes souvent associés à Teddy Riley, comme BLACKstreet et SWV, Pharrell Williams et Chad Hugo écrivent et produisent pour N.O.R.E. et Mystikal. En août 2002, The Neptunes, dans lequel Chad est membre, est nommé dans la catégorie « producteurs de l'année » aux The Source Awards et aux Billboard Music Awards. L'album The Neptunes Presents... Clones est ensuite publié, et débute premier des classements en 2003. Hugo est décrit par le magazine The Source comme le « Mr Spock du Capitaine Kirk Williams », une analogie qui ne convient pas à Hugo.
En 2011, Hugo lance un collectif de DJ appelé Missile Command, aux côtés de Daniel Biltmore. Le duo signe un contrat avec le label Fool's Gold Records. Ils publient deux mixtapes, Foolcast #22 en 2011 et Why Fight the Space Age? en 2013. Hugo fonde également un groupe de musique alternative avec Paul Banks appelé No Planes In Space. Hugo produit sur le premier album d'Earl Sweatshirt intitulé Doris, sur le premier album de No Malice Hear Ye Him, et le second album du groupe The Internet, Feel Good[réf. souhaitée]. Hugo contribue aussi au nouvel EP de Kenna, Land 2 Air Chronicles II: Imitation Is Suicide, publié le 3 septembre 2013. Hugo contribue à la chanson Someone Who Can, issue de l'album Nocturnal de la chanteuse malaisienne Yuna. Sous le nom de Neo-Thrift-Musica, Hugo produit Rituals, la troisième chanson issue de l'album Carbon Harbingers pour le groupe Fugitive 9.
En 2015, Hugo se réunit avec les membres de N.E.R.D. pour trois chansons de Bob l'éponge le film 2, avec Iamsu! et P-Lo.

## Vie privée
Hugo est père de trois enfants (nés en 1998, 2000, et 2014).